# Rustan, Smolean
Rustan (în bulgară Рустан) este un sat în comuna Madan, regiunea Smolean,  Bulgaria. 

## Demografie
Componența etnică a satului Rustan
     Nicio identificare (100%)
     Altele (0%)
La recensământul din 2011, populația satului Rustan era de 2 locuitori. . Pentru 100,0% din locuitori nu este cunoscută apartenența etnică.